# Stonehaven
Stonehaven (Steenhive dans le dialecte écossais doric et Cala na Creige en gaélique (gd)) est une ville située sur la côte nord-est de l'Écosse, dans le council area de l'Aberdeenshire et dans la région de lieutenance et ancien comté de Kincardineshire. De 1975 à 1996, elle était la capitale administrative du district de Kincardine and Deeside, au sein de la région du Grampian. Elle compte environ quatorze mille habitants (9 577 selon le census, recensement, de 2001). Elle s'est construite autour d'un village de pêcheurs de l'âge du fer, aujourd'hui connu sous le nom de Auld Toun (the old town, la vieille ville), et s'est étendue au-delà de la côte vers l'intérieur des terres. Déjà au XVIe siècle, d'anciennes cartes indiquent que le nom de la ville était  Stonehyve or Stonehive.

## Histoire

Le blason de Stonehaven:
Coupé, au 1 palé d'or et de gueules, au 2 d'azur

Stonehaven a été le lieu d'évènements au temps de la préhistoire comme le montrent les découvertes à Fetteresso Castle et les poteries néolithiques extraites dans la région de Spurryhillock. La ville se situe au sud de ce qui était autrefois la route Causey Mounth, qui a été construite sur les hauteurs pour permettre le passage de l'unique route médiévale qui reliait des points centraux situés sur la côte à la ville de Aberdeen.

## Lieux d'interêt des alentours
- Château de Dunnottar